# Espinosa de los Monteros
Pour les articles homonymes, voir Espinosa de los Monteros (homonymie) et Espinosa.
Espinosa de los Monteros est une commune d'Espagne dans la communauté autonome de Castille-et-León, province de Burgos, comarque de Merindades. Elle s'étend sur 137,5 km2 et comptait environ 1 788 habitants en 2011.

## Histoire
Le 11 novembre 1808, les généraux Lefebvre et Victor y furent vainqueur de l'armée espagnoles commandée par Blake et La Romana.

## Lieux d'intérêt
Cabañas pasiegas
Réparties sur l'ensemble de la commune, elles résument le modèle de vie transhumante de ses habitants, qui recherchaient les meilleures prairies selon la période de l'année.
Lobera del Alto del Caballo
C'est une construction dont l'objectif était de piéger les loups, les empêchant d'attaquer le bétail. La visite est gratuite, on y accède par la piste forestière du Picón Blanco, depuis le centre d'Espinosa, et il y a des affiches explicatives sur son histoire et son utilisation.
Village pastoral de Castromorca
La commune de Castromorca est le plus ancien témoin de la colonisation du Valles Pasiegos. Ses dix-sept cabanes rectangulaires étaient occupées par des moutons et des chèvres et leurs bergers dès le XVIe siècle. Les ruines de ces cabanes, qui ont été restaurées en 2011, présentent certaines des caractéristiques, telles que le toit à pignon, le plan rectangulaire et les margelles ou auvents, qui sont des annexes destinées à abriter le petit bétail. Il y a des panneaux explicatifs dans la zone. L'accès à la ville de Castromorca se fait par la piste forestière du Picón Blanco, à environ 7 kilomètres de la ville d'Espinosa.